# Dicke Bertha

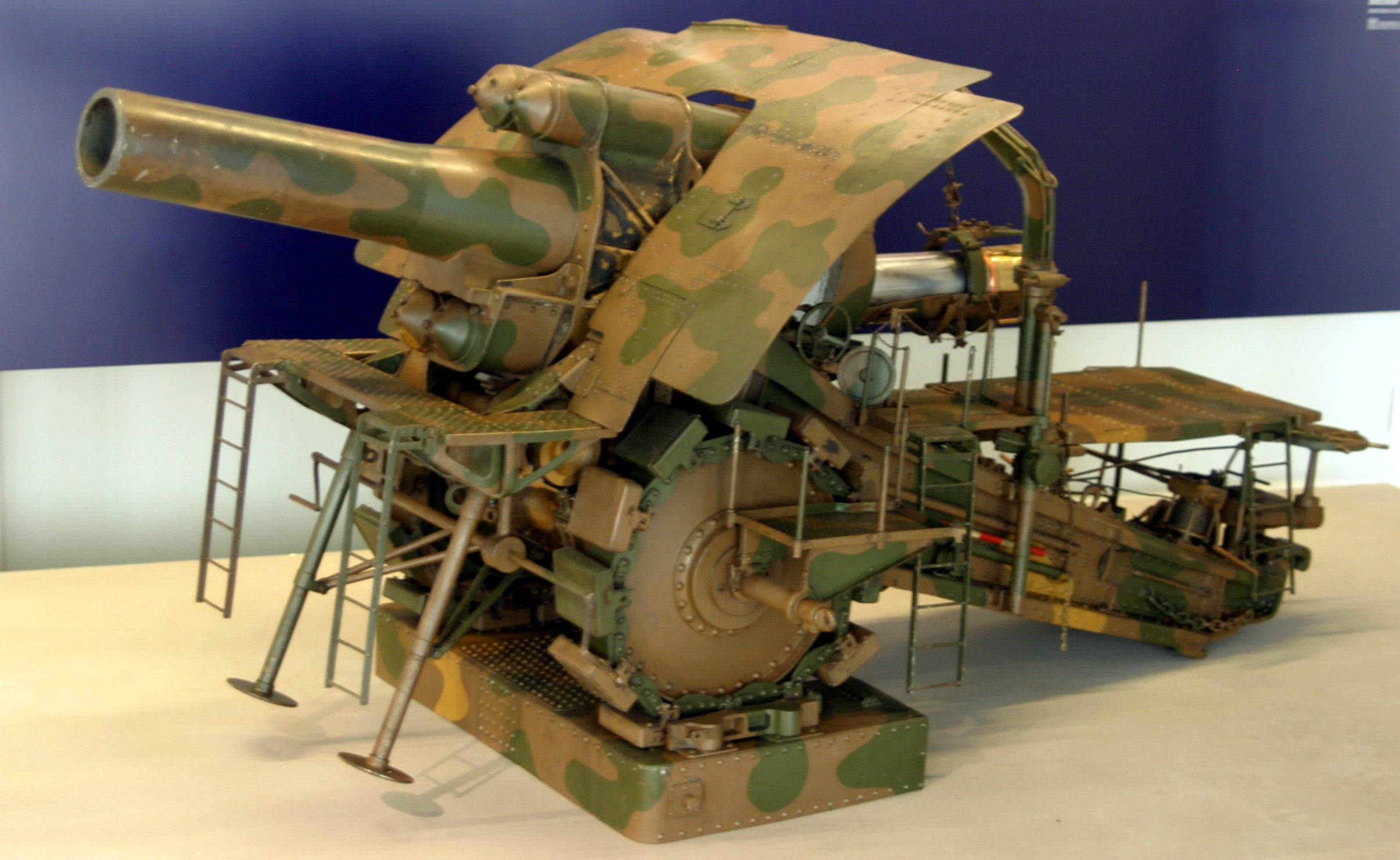
Modell der Dicken Bertha (M-Gerät) mit Schild und Wartungsgeländer. Die beiden Stützen am vorderen Ende der Lafette sollten ein Überkippen nach vorne verhindern.

Dicke Bertha (auch Dicke Berta, im Französischen Grosse Bertha) war der Spitzname mehrerer deutscher Geschütze, die zum ersten Mal im Ersten Weltkrieg eingesetzt wurden und dort zu den bekanntesten Waffen zählten.
Im engeren Sinn bezieht sich der Spitzname nur auf das M-Gerät mit Räderlafette, jedoch wurde teilweise aufgrund der Kalibergleichheit auch der 42-cm-Gamma-Mörser so bezeichnet.
Es handelte sich in beiden Fällen um 42-cm-Mörser, die vom Rüstungskonzern Krupp entwickelt und gebaut wurden. Die beiden Geschütztypen wurden jeweils als Kurze Marine-Kanone bezeichnet, obwohl sie für den Einsatz an Land vorgesehen waren. Sie sollten zur Bekämpfung von Festungsanlagen dienen. Im Ersten Weltkrieg zeigte sich, dass die modernsten und stärksten Festungsbauwerke aus Stahlbeton den 42-cm-Granaten standhielten, während andere Konstruktionen durchschlagen wurden.

## Name
Über den Ursprung des Namens liegen keine Unterlagen vor, es ist aber zu vermuten, dass er aus dem Buchstabier-Alphabet (Bertha für den Buchstaben B) stammt. Eine häufig angenommene Beziehung zu Bertha Krupp ist nicht zweifelsfrei nachweisbar. Hintergrund ist der Humor der Zeit, der gerne mit gängigen Namen spielte. Bertha war damals auch ein sehr verbreiteter Name für Dienstmädchen. Eine andere Kanone der Zeit wurde Langer Max genannt. 

## Kosten
Ein Geschütz kostete 1 Million Mark (entspricht heute ca. 6.450.000 Euro) und war für 2000 Schuss ausgelegt. Jeder Schuss kostete ungefähr 1500 Mark (1000 Mark Munition + 500 Mark Abschreibung), was heute ca. 9.700 Euro entspricht.

## Varianten

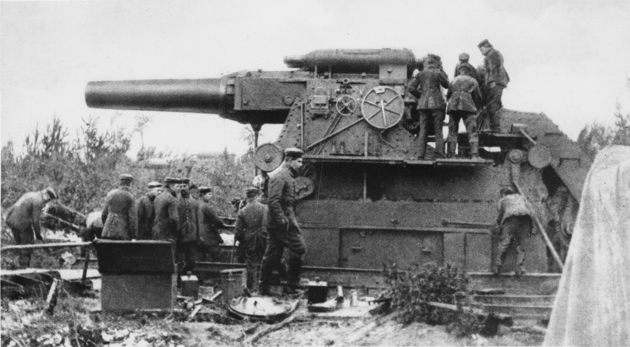
Kurze Marine-Kanone 12 L/16 („Gamma-Gerät“)

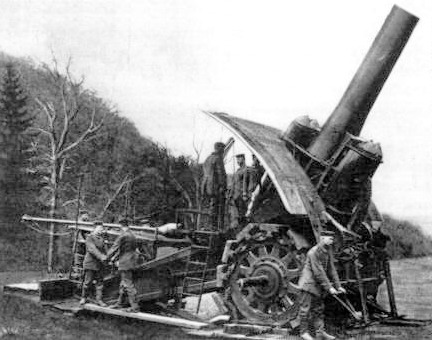
Foto der Dicken Bertha („M-Gerät“)

### Kurze Marine-Kanone 12 L/16 (Gamma-Gerät)
Das Gamma-Gerät hatte eine Gesamtmasse von 150 Tonnen und wurde auf zehn Eisenbahnwagen befördert.
Bis 1912 wurden fünf Exemplare gebaut, im Laufe des Ersten Weltkriegs kamen fünf Geschütze sowie 18 Ersatzrohre hinzu.

### Kurze Marine-Kanone 14 („M-Gerät“)
Bei der Bezeichnung M-Gerät stand das „M“ für Minenwerfer, obwohl es sich eigentlich um einen Mörser handelte.
Auffälligster Unterschied zum Gamma-Gerät war die Räderlafette zum Straßentransport, die bei Bedarf mit Radgürteln ausgestattet werden konnte. Auch hatte das M-Gerät ein kürzeres Rohr (L/11,9) als das Gamma-Gerät (L/16).
Das M-Gerät hatte im feuerbereiten Zustand eine Masse von 42,6 Tonnen und wurde in vier Teillasten gefahren, wobei Zugmaschinen verwendet wurden.
Bis 1913 wurden zwei Stück gefertigt, im Laufe des Ersten Weltkriegs weitere zehn.

### Schwere Kartaune („β-M-Gerät“)
Da nach dem Übergang zum Stellungskrieg die Ziele für derartig schwere Geschütze fehlten und sich außerdem die Schussweite zunehmend als unzureichend erwies, wurde nach neuen Verwendungsmöglichkeiten für die Radlafetten des M-Geräts gesucht. Nachdem mehrere Varianten untersucht worden waren, wurde schließlich ein neues Rohr vom Kaliber 30,5 cm L/30 in die Lafette eingesetzt. Das so entstandene Geschütz wurde als Schwere Kartaune oder β-M-Gerät bezeichnet. Bei Kriegsende standen zwei mit diesem Geschütztyp ausgerüstete Batterien an der Front. Mit einem 333 kg schweren Geschoss und vier Teilladungen betrug die Höchstschussweite 16,5 km (die Verwendung von bis zu sechs Teilladungen wurde nach mehreren Rohrkrepierern verboten).

## Geschosse

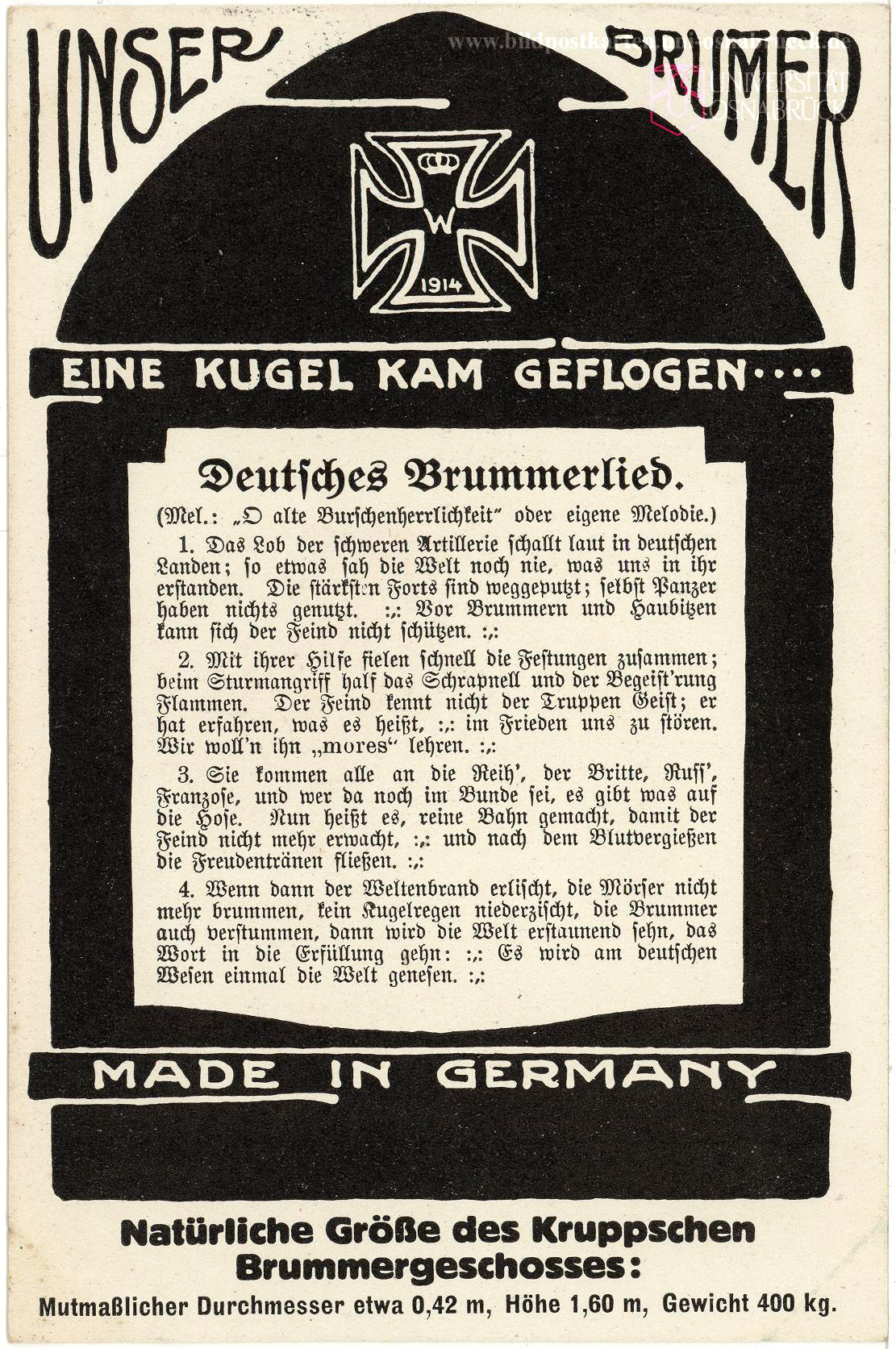
Postkarte Deutsches Brummerlied;
um 1917, Fritz Thörner

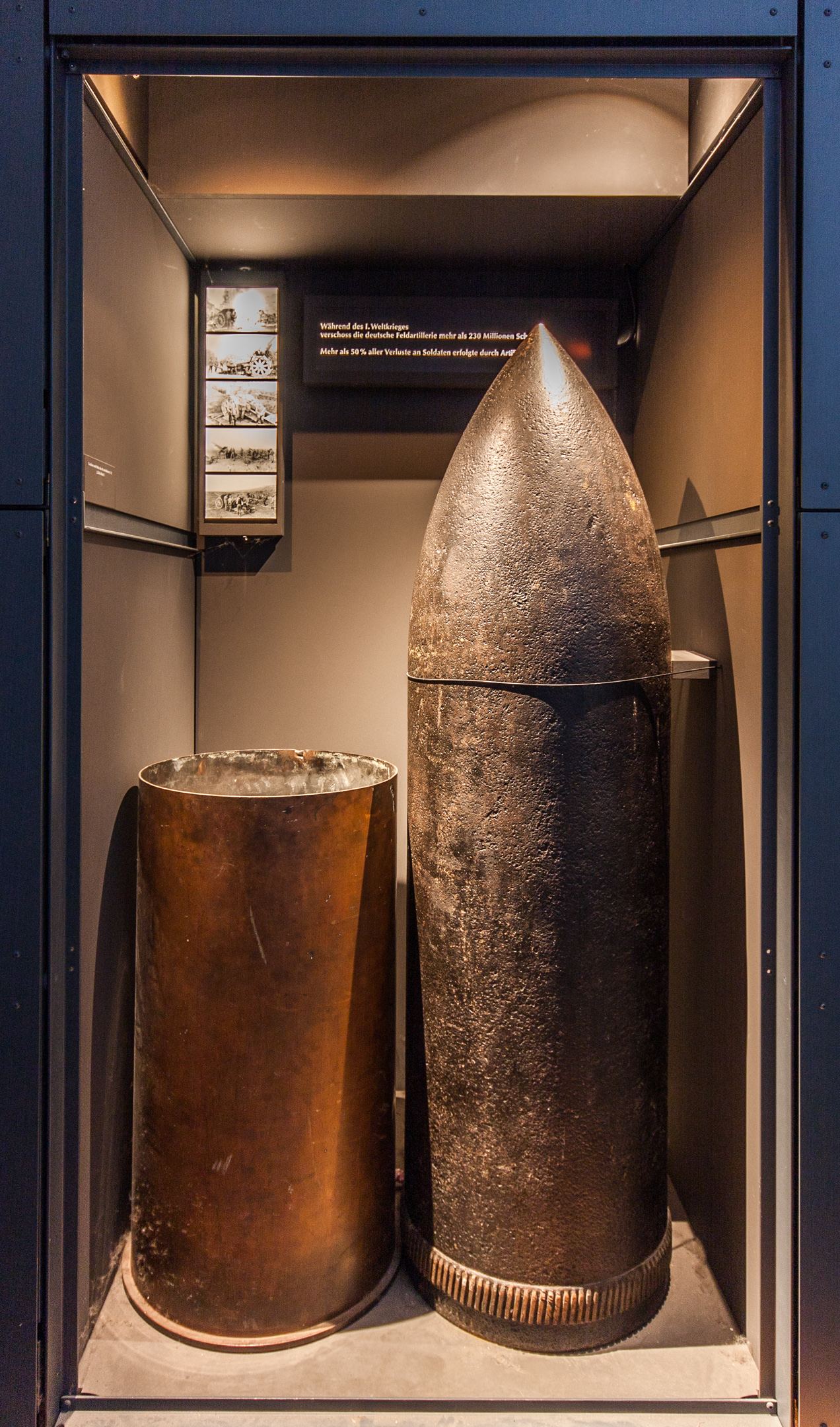
Kartusche (links) und Geschoss (rechts) im Wehrgeschichtlichen Museum Rastatt

Die Mörser verschossen unterschiedliche Munitionsarten mit Verzögerungszünder, wobei erst nach Durchdringung der gehärteten Ziele die Zündung der Granate erfolgen sollte, um dadurch eine möglichst große Wirkung zu erzielen.
Das M-Gerät verschoss eine schwere Granate von 810 kg bis auf 9300 m, mit der 1917 eingeführten leichten Granate von 400 kg hatte es eine Reichweite von 12.250 m.
Das Gamma-Gerät verschoss eine leichte Granate von 960 kg auf 14.100 m, eine schwere Granate von 1160 kg auf 12.500 m und eine sogenannte neue Granate von 1003 kg auf 14.200 m. Das Gewicht der Sprengladung lag bei den schweren Granaten bei etwa 410 kg, das der leichteren bei 100 kg.
Die Auftreffenergie beim M-Gerät betrug etwa 34 MJ (3500 mt), beim Gamma-Gerät 59 MJ (6000 mt), die Mündungsenergie 373 MJ (38.000 mt).

## Einsatz im Ersten Weltkrieg
Zu Beginn des Ersten Weltkriegs konnte das Geschütz gegen die älteren belgischen und französischen Sperrforts, die in nicht armiertem Stampfbeton ausgeführt oder nur partiell verstärkt waren, mit großem Erfolg eingesetzt werden. Besonders verheerend war der Einsatz bei großenteils noch in Bruchsteinwerk ausgeführten Anlagen wie Fort de Liouville (Apremont-la-Forêt). Die Befestigungen konnten der Sprengkraft des bis dahin unbekannten Kalibers nicht standhalten.
Zu Beginn des Krieges galt der aus zwölf Forts bestehende Festungsring Lüttich als uneinnehmbar. Durch für die deutschen Angreifer glückliche Umstände konnte die Innenstadt von Lüttich am 7. August 1914 erobert werden. Die zwölf umgebenden Forts konnten erst genommen werden, nachdem mit der Dicken Bertha schwerste Belagerungsartillerie mit dem Kaliber 42 cm herangeschafft worden war. Als die Dicke Bertha Fort Loncin beschoss, erzielte sie am 15. August 1914 einen Volltreffer in die Munitionskammer. Daraufhin explodierte das Fort; 350 belgische Soldaten starben.
Bei der Belagerung von Antwerpen im September/Oktober 1914 kamen zwei Batterien (Kurze Marinekanonen-Batterie 2 und 3) mit jeweils zwei Gamma-Geräten zum Einsatz. Beschossen wurden die Forts Wavre-Sainte-Catherine und Koningshoyckt durch die Batterie 2 sowie Lier, Kessel und Broechem durch die Batterie 3.
Auch während der Schlacht um Verdun kamen die Mörser zum Einsatz. So wurden unter anderem Fort Vaux und Fort de Moulainville erheblich beschädigt. Durch den massiven Beschuss wurden auch stark betonierte oder mit Stahl gepanzerte Teile zerstört. Nach dem Verdun-Einsatz waren die Rohre stark abgenutzt; eine Nachfertigung unterblieb.   

## Einsatz im Zweiten Weltkrieg
Gemäß dem Vertrag von Versailles mussten die Geschütze nach dem Ende des Ersten Weltkriegs zerstört oder den Alliierten übergeben werden. Eines der Gamma-Geräte, das sich auf dem Versuchsgelände von Krupp befand, wurde dabei übersehen. Zuerst 1936/37 zu Schussversuchen verwendet, wurde es 1939 wieder in das Heer eingegliedert und im Zweiten Weltkrieg eingesetzt. Der erste Einsatz fand am 7. Juni 1942 bei der Belagerung der Festung Sewastopol statt. Im September 1944 wurde das Geschütz bei der Niederschlagung des Warschauer Aufstandes eingesetzt. Der Verbleib des Geschützes ist unklar.

## Sonstiges

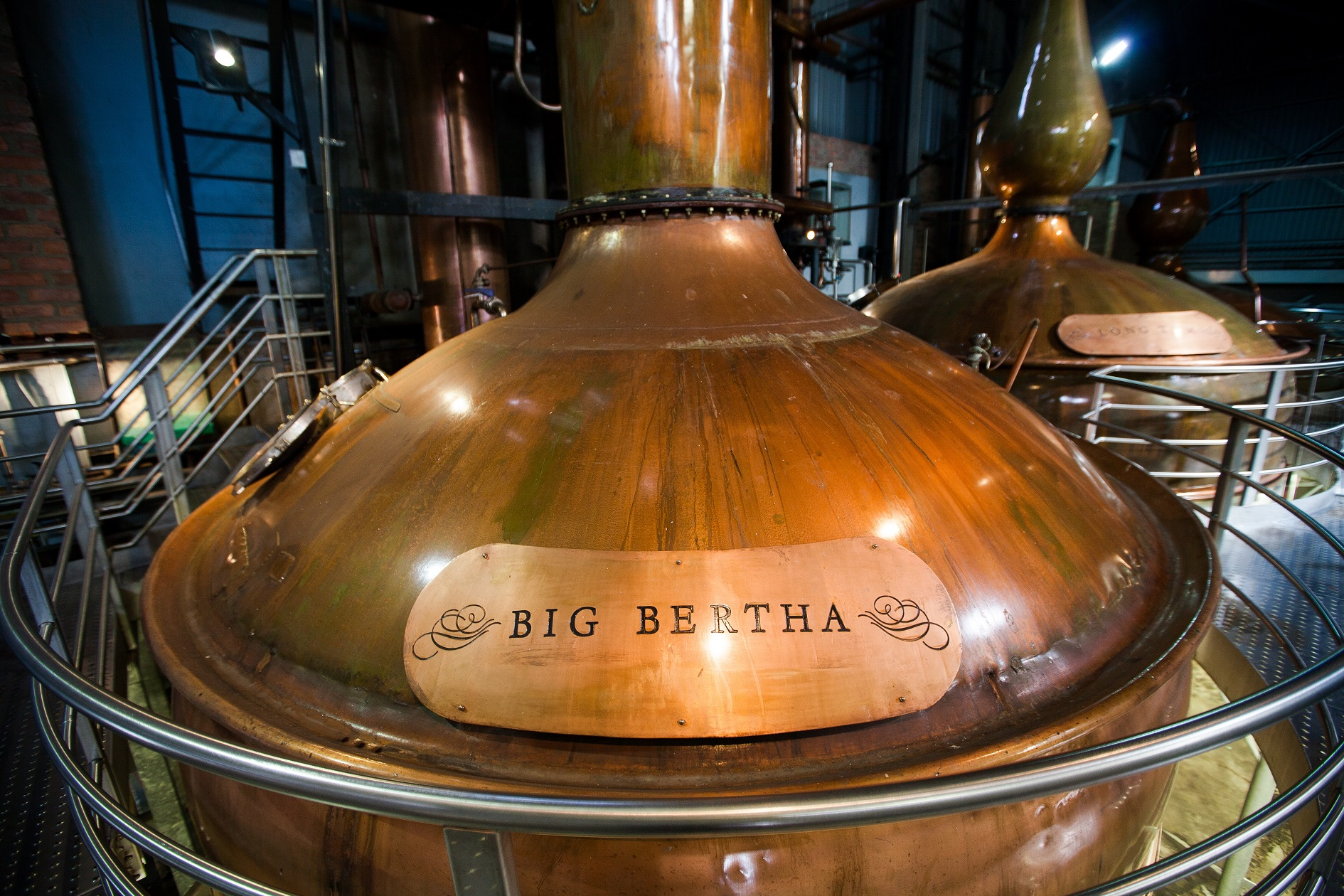
Destillationskessel Big Bertha

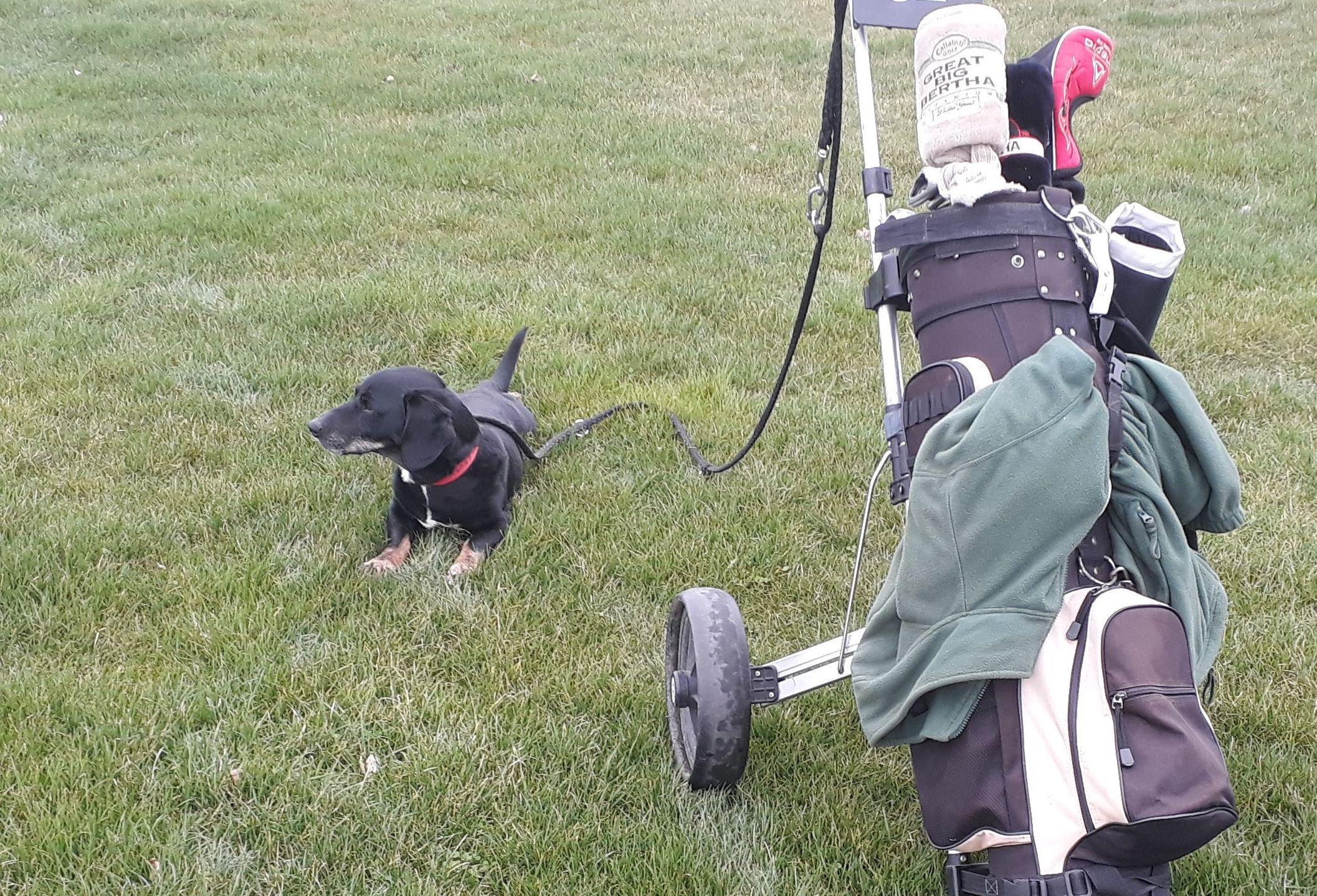
5er Holz Great Big Bertha

- Einer der drei großen Destillationskessel der Oude Molen Distillery, in der Nähe der Stadt Grabouw in der südafrikanischen Provinz Westkap, trägt den Namen Big Bertha.
- Die Golfmarke Callaway verwendet den Namen Big Bertha für mehrere Linien ihrer Golfschläger. Da das Geschütz für Power und Durchschlagskraft stand und zudem den Mythos einer Wunderwaffe hatte, fand Firmengründer Ely Callaway diesen Namen passend für seinen neuartigen Driver, den er 1991 auf den Markt brachte. Seit 1994 werden mit den Big Bertha Irons auch Eisenschläger unter diesem Label produziert.[6]
- Mit La Grosse Bertha gab es 1991 eine französische satirische Wochenzeitschrift. 1992 kam es zu einer redaktionellen Spaltung der Zeitschrift. Ein Großteil der Redaktion wechselte zum Magazin Charlie Hebdo. Im selben Jahr wurde La Grosse Bertha eingestellt.[7]